# 马伯强 (物理学家)
马伯强，物理学家，北京大学物理系教授，研究领域为粒子物理、中高能核物理以及宇宙学等，中国教育部第四批长江学者特聘教授，曾获得中科院自然科学奖二等奖、中国物理学会周培源物理奖等奖项。

## 生平
1989年获北京大学博士学位，1989至1991年在中科院高能物理研究所从事博士后研究；1992至1993年为法兰克福大学理论物理所洪堡学者；
1995年起在中科院高能物理研究所工作，1998年任研究院；
2000年1月起在北京大学物理系任教授。